# Lusowo
Lusowo is een dorp in de Poolse woiwodschap Groot-Polen. De plaats maakt deel uit van de gemeente Tarnowo Podgórne en telt 1033 inwoners.